# Linha 1 (Metrô de Argel)
A linha 1 (Linha Vermelha) é a primeira linha a entrar em funcionamento do Metrô de Argel, na Argélia.
A sua inauguração foi em 2011.

## Estações
- Tafourah - Grande Poste
  - interligação com a Linha 2 (verde)
- 1er Mai
- 1er Mai
- Aissat Idir
- Hamma
- Jardin D'Essai
- Les Fusillés
  - interligação com a Linha 3 (azul)
- Cité Amirouche
- Cité Mer et Soleil
- Haïr El Badr
  - interligação com a Linha 2 (verde)